# Tabou (Costa de Marfil)
Tabou es un departamento de la región de San-Pédro, Costa de Marfil. En mayo de 2014 tenía una población censada de 195 510 habitantes.
Se encuentra ubicado al suroeste del país, junto al golfo de Guinea y la frontera con Liberia.